# Kultura fatianowska

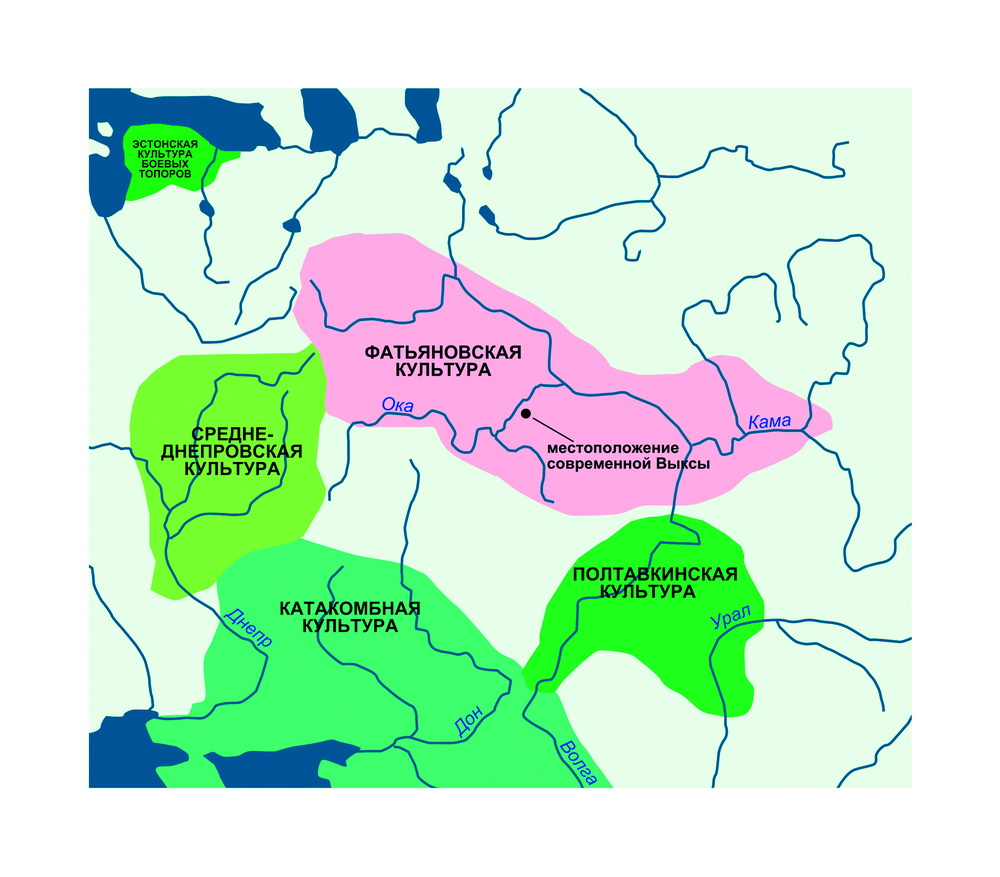
Kultura fatianowska - kolor różowy

Kultura fatianowska – kultura archeologiczna neolityczna rozwijająca się w centralnej części Europy Wschodniej począwszy od III tysiąclecia p.n.e.
Znana jest z grobów odkrytych w dolinach Oki i Wołgi, stanowisko eponimiczne w Fatianowie (k. Jarosławla) odkryto w 1875.
Zaliczana jest do europejskich kultur ceramiki sznurowej, tym charakterystycznym sposobem (oraz nacięciami) zdobiono amfory o kolistym brzuścu i wazy z wysoką szyjką.
Brak osad tej kultury, ludność trudniła się hodowlą (bydła, owiec, świń i koni). Zmarłych chowano na prawym boku z podgiętymi nogami, bogato wyposażano w topory bojowe z gładzonego kamienia, potem miedzi i brązu.
Brak powiązań z innymi kulturami neolitycznymi tego rejonu wskazuje na przybycie półkoczowniczych twórców tej kultury z innych terenów.
Najdalej wysuniętym na wschód składnikiem kultury fatianowskiej, uważanym czasem za odrębną kulturę, jest grupa bałanowska (nazwa od cmentarzyska Bałanowo w Republice Czuwaskiej) datowana od przełomu III/II tys. p.n.e. do I tys. p.n.e. Znane są długotrwałe osady tej grupy z drewnianymi, prostokątnymi domami. Cmentarzyska początkowo płaskie, potem kurhanowe. Podstawą gospodarki była dobrze rozwinięta hodowla i rolnictwo.